# Schloss Ueckermünde

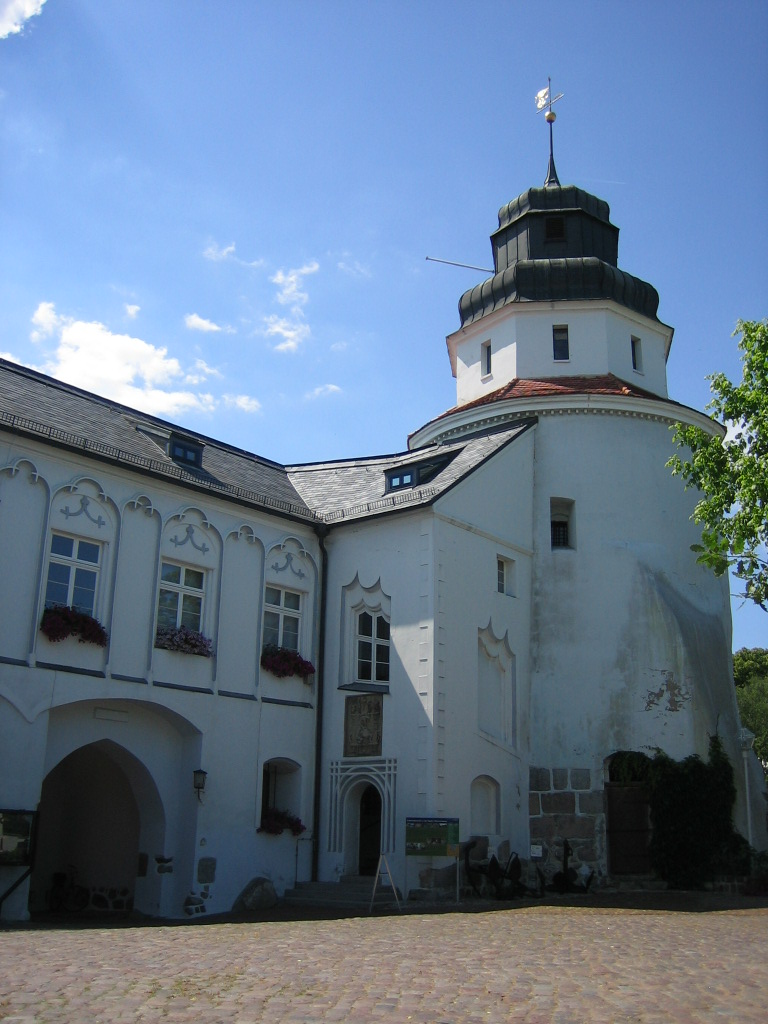
Hofseite mit Durchfahrt,
Treppenturm und Bergfried

Schloss Ueckermünde ist eines der letzten erhaltenen Bauwerke der pommerschen Herzöge in Deutschland. Es befindet sich in der Stadt Ueckermünde im Landkreis Vorpommern-Greifswald, die es seit 1780 als Rathaus nutzt.

## Geschichte
Urkundlich belegt ist, dass bereits 1178 die Burg Rochow am Unterlauf der Uecker lag, wo die Herzöge Bogislaw I. und Kasimir I. zu dieser Zeit einen Landtag abhielten. 1284 wurden die Burg und der angrenzende Bezirk dann erstmals castrum ukermund genannt. Bei der pommerschen Landesteilung kam Ueckermünde an das Teilherzogtum Pommern-Stettin. Die Stettiner Herzöge nutzten die Burg als Fluchtwohnung, Leibgedinge und vor allem als Ausgangspunkt für ihre Jagden in der Ueckermünder Heide.
Während des Stettiner Erbstreits wurde die Ueckermünder Burg 1469 von den Truppen des Kurfürsten Friedrich II. von Brandenburg erfolglos belagert. Häufig hielt sich Herzog Bogislaw X. in der Burg auf. Seine erste Frau Margaretha von Brandenburg wohnte hier, wenn der Herzog in Regierungs- oder Kriegsangelegenheiten unterwegs war. Seine zweite Frau Anna von Polen starb 1503 in Ueckermünde.
Im 16. Jahrhundert war das Gebäude baufällig geworden. Teile der mittelalterlichen Burganlage wurden abgerissen. Im Auftrag Herzog Philipp I. von Pommern wurde 1540 der Neubau des Schlosses begonnen. Eine Sandsteintafel am Treppenturm des Schlosses trägt die Jahreszahl 1546, wahrscheinlich das Jahr der Fertigstellung.

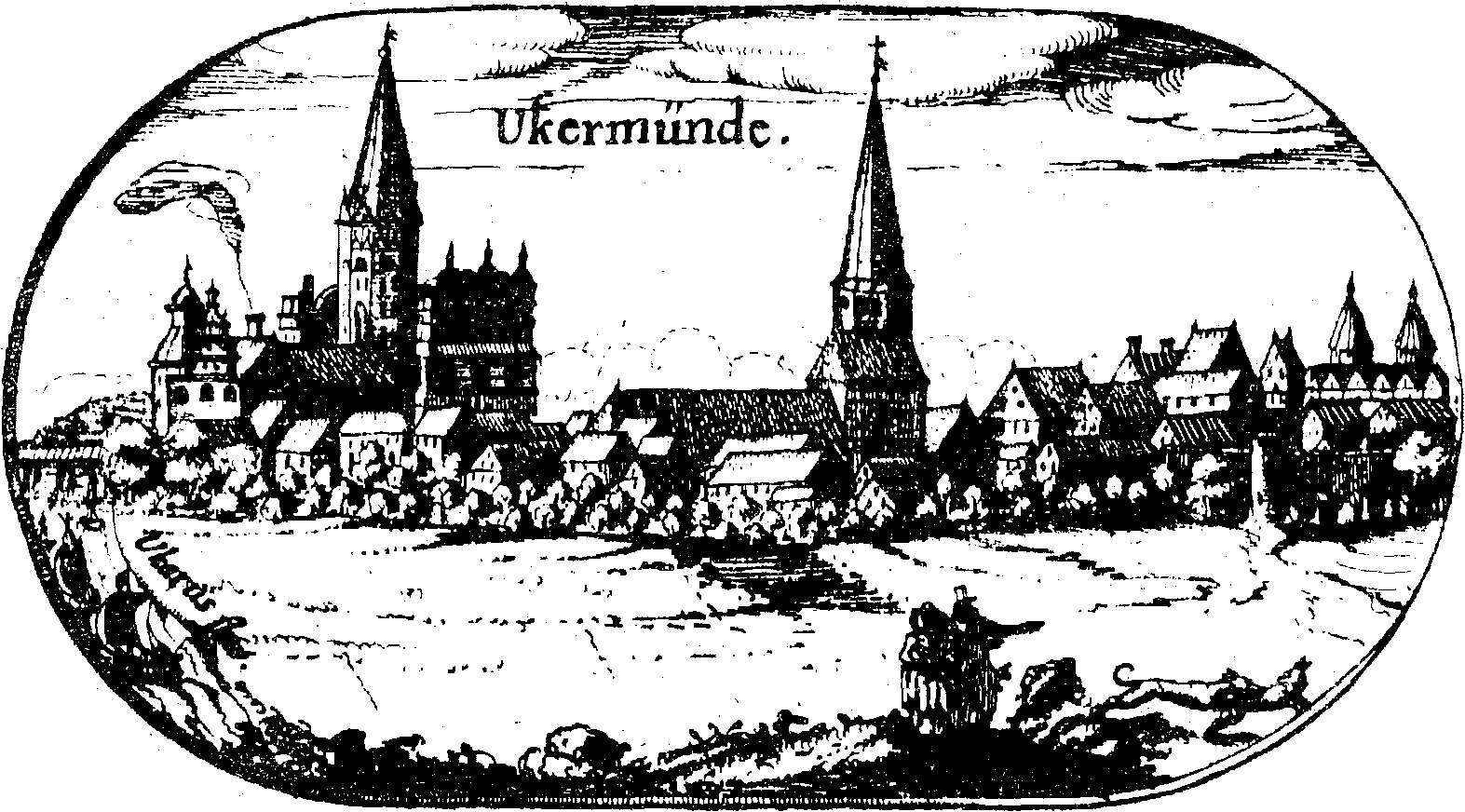
Das Schloss links auf der Lubinschen Karte am Anfang des 17. Jahrhunderts

Während des Dreißigjährigen Krieges hielt sich 1628 Wallenstein im Schloss auf. Der schwedische General Dodo von Knyphausen besetzte mit seinen Truppen 1630 das Schloss und die Stadt. Kaiserliche Truppen eroberten 1637 Ueckermünde zurück. Durch die Kriegseinwirkungen war das Schloss stark beschädigt worden. Der Turmhelm des Bergfrieds war einsturzgefährdet. Daher wurde 1662 die Uhr entfernt. Während der Besetzung durch brandenburg-preußische Truppen wurde der Turmhelm zwischen 1675 und 1680 abgebrochen.
In der Zeit des Großen Nordischen Krieges (1700–1721) wurden unter anderem Peter I. von Russland, der preußische König Friedrich Wilhelm I. und August II. der Starke im Schloss beherbergt. Die Kriegszeiten, nach denen Ueckermünde an Preußen fiel, hinterließen weitere Schäden. 1726 war der Nordflügel verfallen. Auf königlichen Befehl wurden drei Flügel des Schlosses 1730 abgerissen. Nur der Südflügel und der Bergfried blieben erhalten. Hier wurden königliche Beamte und später ein Lazarett untergebracht.
Der Antrag der Stadt von 1774, das Schloss als Rathaus nutzen zu dürfen, wurde am 24. August 1780 genehmigt. Nach Errichtung eines Anbaus durch den preußischen Staat wurde das Schloss 1781 der Stadt übergeben. Diese konnte allerdings nur einen kleinen Teil nutzen, da außerdem der Militär- und Justizfiskus darin untergebracht waren. Der Anbau wurde 1857 durch ein zweistöckiges Bauwerk aus Steinfachwerk ersetzt. Am 30. Januar 1866 wurde er bei einem Brand zerstört, dem auch der Dachstuhl des Südflügels zum Opfer fiel. Schlossdach und Anbau wurden umgehend erneuert. Danach konnten Stadtverwaltung und Amtsgericht wieder in das Schloss einziehen. Ab 1907 war die Stadt alleiniger Nutzer des Schlosses. Ein Brand zerstörte am 16. November 1908 das Dach des Bergfrieds in dem sich bis dahin eine offene Laterne befand. Es wurde in neobarocker Form erneuert und mit Kupfer verkleidet, welches im Ersten Weltkrieg wieder abgenommen wurde. 1923 erfolgte an der Ostseite des Südflügels der Anbau eines einstöckigen Gebäudes, welches als Sparkasse diente.
Nach dem Zweiten Weltkrieg wurde der Kreuzgewölbesaal, der zeitweilig als Gefängnis und Bibliothek gedient hatte, wieder als Sitzungssaal eingerichtet. Ab 1950 wurde im Schloss das Ueckermünder Haffmuseum eingerichtet. 1986 erfolgte ein weiterer Anbau an der Ostseite, in dem das Eheschließungszimmer des Standesamtes untergebracht wurde. 1988 konnte die schadhafte Turmbedeckung durch ein neues Kupferdach ersetzt werden. Seit Beginn der 1990er Jahre erfolgten vielfältige Sanierungsmaßnahmen.
Das Schloss Ueckermünde hat eine besondere Bedeutung für die Geschichte Pommerns, da es zu den wenigen erhaltenen Profanbauten der Herzöge in Vorpommern gehört.

## Anlage
Von der Burg der pommerschen Herzöge ist nur der Bergfried erhalten, der wahrscheinlich auf den Feldsteinfundamenten der Burg Rochow errichtet wurde. Für die Burg war ein Hügel von 6 bis 8 Metern Höhe aufgeschüttet worden. Die Burg war von einem Wassergraben umgeben und über eine Zugbrücke zugänglich.
Der Bergfried wurde in den 1546 fertiggestellten Neubau des Schlosses einbezogen. Das Schloss war ursprünglich vierflügelig im Renaissancestil errichtet worden und besaß drei Stockwerke. Im östlichen Flügel befand sich die Schlosskirche, der nördliche enthielt Wohn- und Wirtschaftsräume. Im Westflügel waren der Marstall und darüber die Kanzlei untergebracht. Im Südflügel waren Gästezimmer eingerichtet. Der spitze Turmhelm überragte das Schloss. Die Dächer wurden mit aufwendigen Zwerchhäusern versehen.
Der erhaltene Südflügel wurde im 18. Jahrhundert um ein Stockwerk verkleinert. In ihm befindet sich eine segmentbogige Durchfahrt zum Schlosshof. Die Hofseite des Südflügels ist siebenachsig. Über den Vorhangbogenfenstern im Obergeschoss befinden sich Kleeblattblenden. Links von der Durchfahrt befinden sich im Erdgeschoss drei Fenster mit stichbogigen Stürzen. Ein kleineres Stichbogenfenster befindet sich rechts.
Die rundbogige Pforte des Treppenturms mit dem Wendelstein besitzt Stabwerkeinfassungen. Über der Pforte befindet sich das Sandsteinrelief mit dem Bild des Herzogs Philipp II. sowie dem neunfeldigen pommerschen Wappen. Der Bergfried trägt einen polygonalen Aufbau mit gedrungener Haube.
Im Inneren des Erdgeschosses befinden sich gewölbte Räume, die noch vom Vorgängerbau stammen. Hervorzuheben ist das Netzgewölbe des ursprünglichen Speisesaals.